# Metaneira (Hetäre)
Metaneira (griechisch Μετάνειρα Metáneira) war eine in Korinth und Athen tätige griechische Hetäre. Metaneira war bekannt für ihre Schönheit und ihre Gewitztheit. Als Kind wurde sie von Nikarete aus Korinth gekauft. Von dieser wurde sie als angebliche Tochter aufgezogen und zur Hetäre ausgebildet. Somit war sie eine der „Schwestern“ der Neaira. Zu ihren Geliebten gehörten Isokrates und Lysias. Lysias war es auch, der sie in die Mysterien von Eleusis einweihen ließ. Erhaltene Liebesbriefe von ihm an Metaneira sind mit großer Wahrscheinlichkeit unecht.